# Henri Schwery
Henri Schwery (Saint-Léonard, 14 juni 1932 – aldaar, 7 januari 2021) was een Zwitsers geestelijke en kardinaal van de Rooms-Katholieke Kerk.
Schwery bezocht het klein- en grootseminarie van Sion. Hij studeerde vervolgens aan de Pauselijke Gregoriaanse Universiteit (theologie en wijsbegeerte) en aan de Universiteit van Fribourg (wiskunde en theoretische natuurkunde). Hij werd op 7 juli 1957 priester gewijd. Na nog enkele jaren van voortgezette studie was hij van 1961 tot 1977 werkzaam in het pastoraat in het bisdom Sion. Van 1966 tot 1972 was hij daarnaast moderator bij de Zwitserse studentenbeweging van de Katholieke Actie. Van 1958 tot 1977 was hij bovendien aalmoezenier. Hij doceerde aan het kleinseminarie van Sion en was er enkele jaren rector.
Op 22 juli 1977 werd Schwery benoemd tot bisschop van Sion; zijn bisschopswijding vond plaats op 17 september 1977. Van 1983 tot 1988 was hij voorzitter van de Zwitserse bisschoppenconferentie.
Schwery werd tijdens het consistorie van 28 juni 1991 kardinaal gecreëerd. Hij kreeg de rang van kardinaal-priester. Zijn titelkerk werd de Santi Protomartiri a Via Aurelia Antica. Hij  nam deel aan het conclaaf van 2005.
Schwery was grootprior van de Zwitserse afdeling van de Orde van het Heilig Graf.
Op 1 april 1995 ging Schwery om gezondheidsredenen met emeritaat. Hij overleed in 2021 op 88-jarige leeftijd.
- Bibliothèque nationale de France: cb15576247t (data)
- Gemeinsame Normdatei: 124504833
- Historisch woordenboek van Zwitserland: 027458
- International Standard Name Identifier: 0000 0001 1025 7342
- Library of Congress Control Number: n89600382
- Système universitaire de documentation: 076515524
- Virtual International Authority File: 43442393
- WorldCat: E39PBJqfKXcvxbq8cDBMb4dRKd